# ハヤチネ!
『ハヤチネ!』は、福盛田藍子による日本の漫画作品。スクウェア・エニックスのウェブコミック配信サイト『ガンガンONLINE』で2011年10月27日更新分から2014年7月24日更新分まで月1回更新で連載された。スクウェア・エニックス毎週新連載プロジェクト16（2ndシーズン）第15弾作品。
作者の出身地の岩手県を舞台にして、大都会から引っ越してきた3人姉弟とその叔父、外国人の兄妹との同居生活を描く。

## 登場人物
誠司（せいじ）
主人公。気管支喘息を患っており、その療養のために母親の実家のあった岩手県の大迫町に引っ越してきた。手芸が趣味。小さい頃から身体が弱く学校を休むこともあり、その合間にかわいい人形やアクセサリーなどをたくさん作っていた。
リリアン・アッカー
アメリカ人の父とドイツ人の母を持つ女の子。父親が民俗学者であるためか民俗学に興味がある。三森家の建て増しの住居に住んでいる。地元の人たちとの会話で日本語を習得したためすごくなまっている。
シマ
誠司と梢の姉。気さくなしっかり者。
梢（こずえ）
シマと誠司の妹。妖怪の話が好き。
三森 アキラ（みもり アキラ）
シマ、誠司、梢の母親の弟。普段は昼間っからごろごろしてばっかりで何もしていない。新城壬杜というペンネームで妖怪短篇小説を書いている。
イアン・アッカー
リリアンの兄。民俗学好きの父親や妹とは違いいろいろな土地の農業に興味があり、畑の手伝いのバイトをしている。

## 単行本
1. 2012年7月21日発売 ISBN 978-4-7575-3669-2
2. 2013年1月22日発売 ISBN 978-4-7575-3861-0
3. 2013年7月22日発売 ISBN 978-4-7575-4005-7
4. 2014年2月22日発売 ISBN 978-4-7575-4204-4
5. 2014年9月22日発売 ISBN 978-4-7575-4414-7